# Fade to Black (film din 1980)
Fade to Black  (titlu original: Fade to Black) este un film american slasher din 1980 scris și regizat de Vernon Zimmerman.  Rolurile principale au fost interpretate de actorii Dennis Christopher, Eve Brent și Linda Kerridge, cu Mickey Rourke și Peter Horton în roluri secundare. Intriga urmărește un timid și singuratic cinefil care începe să facă o serie de crime împotriva asupritorilor săi în timp ce se uită la personajele clasice ale filmului.

## Distribuție
- Dennis Christopher - Eric Binford
- Tim Thomerson - Dr. Jerry Moriarty
- Gwynne Gilford - Officer Anne Oshenbull
- Norman Burton - Marty Berger
- Linda Kerridge - Marilyn O'Connor
- Morgan Paull - Gary Bially
- James Luisi - Captain M. L. Gallagher
- Eve Brent Ashe - Aunt Stella Binford
- John Steadman - Sam
- Marcie Barkin - Stacy
- Mickey Rourke - Richie
- Peter Horton - Joey
- Melinda O. Fee - Eve Christopher

## Producție
O lucrare de dragoste a regizorului (care a declarat că nu este un film de groază într-un interviu după lansare), acesta l-a distribuit pe Dennis Christopher, care anterior a mai apărut în filmul Breaking Away câștigător al Premiului Oscar în 1979 și în producția lui Robert Altman din 1978 O nuntă. În film a interpretat și actrița australiană Linda Kerridge (pentru care Yablans a rescris scenariul după ce a cunoscut-o la o petrecere cu un an înainte) datorită asemănării ei cu Monroe, dar a căzut în obscuritate după aceea. Multe probleme în timpul producției au inclus un program extenuant de filmări și tensiuni din partea distribuției.
Romanizarea filmului a fost scrisă de Ron Renauld.
Cheltuielile de producție s-au ridicat la 1,8 milioane $.

## Lansare și primire
Premiera a fost la 17 octombrie 1980 în SUA. A avut încasări de 15 milioane $ în toată lumea. Fade to Black nu a avut succes comercial în țara sa de origine, dar a fost mai popular în Franța.